# Yahia Attiyat Allah
Yahia Attiyat Allah (en árabe: يحيى عطية الله‎; Safí, 2 de marzo de 1995) es un futbolista marroquí. Juega de defensa y su equipo es el P. F. C. Sochi de la Liga Premier de Rusia.

## Selección nacional
Es internacional absoluto por la selección de Marruecos desde 2022. Debutó el 29 de marzo ante República Democrática del Congo por la clasificación para la Copa Mundial de Fútbol de 2022.

### Participaciones en Copas del Mundo
| Mundial      | Sede  | Resultado     | Partidos | Goles |
| ------------ | ----- | ------------- | -------- | ----- |
| Mundial 2022 | Catar | Cuarto puesto | 6        | 0     |

## Clubes
| Club             | País      | Año       |
| ---------------- | --------- | --------- |
| Olympic Safi     | Marruecos | 2014-2019 |
| Volos F. C.      | Grecia    | 2019      |
| Wydad AC         | Marruecos | 2020-2024 |
| P. F. C. Sochi   | Rusia     | 2024-     |
| Al-Ahly (cedido) | Egipto    | 2024-2025 |

## Palmarés

### Títulos nacionales
| Título                 | Club     | País      | Año     |
| ---------------------- | -------- | --------- | ------- |
| Botola Pro             | Wydad AC | Marruecos | 2020-21 |
| Botola Pro             | Wydad AC | Marruecos | 2021-22 |
| Supercopa de Egipto    | Al-Ahly  | Egipto    | 2024    |
| Liga Premier de Egipto | Al-Ahly  | Egipto    | 2024-25 |

### Títulos internacionales
| Título                      | Equipo   | Sede | Año     |
| --------------------------- | -------- | ---- | ------- |
| Liga de Campeones de la CAF | Wydad AC | CAF  | 2021-22 |